# Thank You! (川嶋愛專輯)
『Thank You』是日本創作歌手・川嶋愛在2006年5月24日發售的第二張非迷你專輯。

## 解説
距前作『12首歌曲』約一年後發售的原創專輯。
初回限定盤付贈了已廢盤的『從這個地方…』的完全復刻盤CD。
繼前作，連續兩張作品首週進入公信榜前十名。

## 收錄曲
※全部的作詞‧作曲皆為川嶋愛
1. 看不見的翅膀（見えない翼）
編曲：直樹
出自第9張單曲。
2. Dear-Album Ver.-
編曲：直樹
出自第8張單曲。
3. Happy Birthday!!
編曲：菊谷知樹
4. drive!
編曲：川端良正
Netz Toyota石川CF歌曲。
5. 大三角形
編曲：高橋諭一
Netz Toyota石川CF歌曲。
6. 啟程的那一天…（旅立ちの日に…）
編曲：武部聰志
出自第8張單曲。
7. 季節的旅人（季節の旅人）
編曲：HΛL
8. 雪塵-White Dust-（雪塵-ホワイトダスト-）
編曲：KOUHEI
9. Love
編曲：湯淺篤
10. 溫柔的雨（優しい雨）
編曲：ieP
11. smile and smile
編曲：陶山隼
12. 「…謝謝...」「…ありがとう...」
編曲：KOUHEI
出自第7張單曲。
13. Thank You!（サンキュー!）
編曲：長澤孝志
器樂曲。